# Zaria I
Zaria I est un village de la commune de Martap située dans la région de l'Adamaoua  dans le département de la Vina au Cameroun.

## Population
En 1967, Zaria I comptait 43 habitants, principalement Foulbe.
Lors du recensement de 2005, 546 personnes y ont été dénombrées dont 286 de sexe masculin et 260 de sexe féminin.